# Silvia Costa (Politikerin)

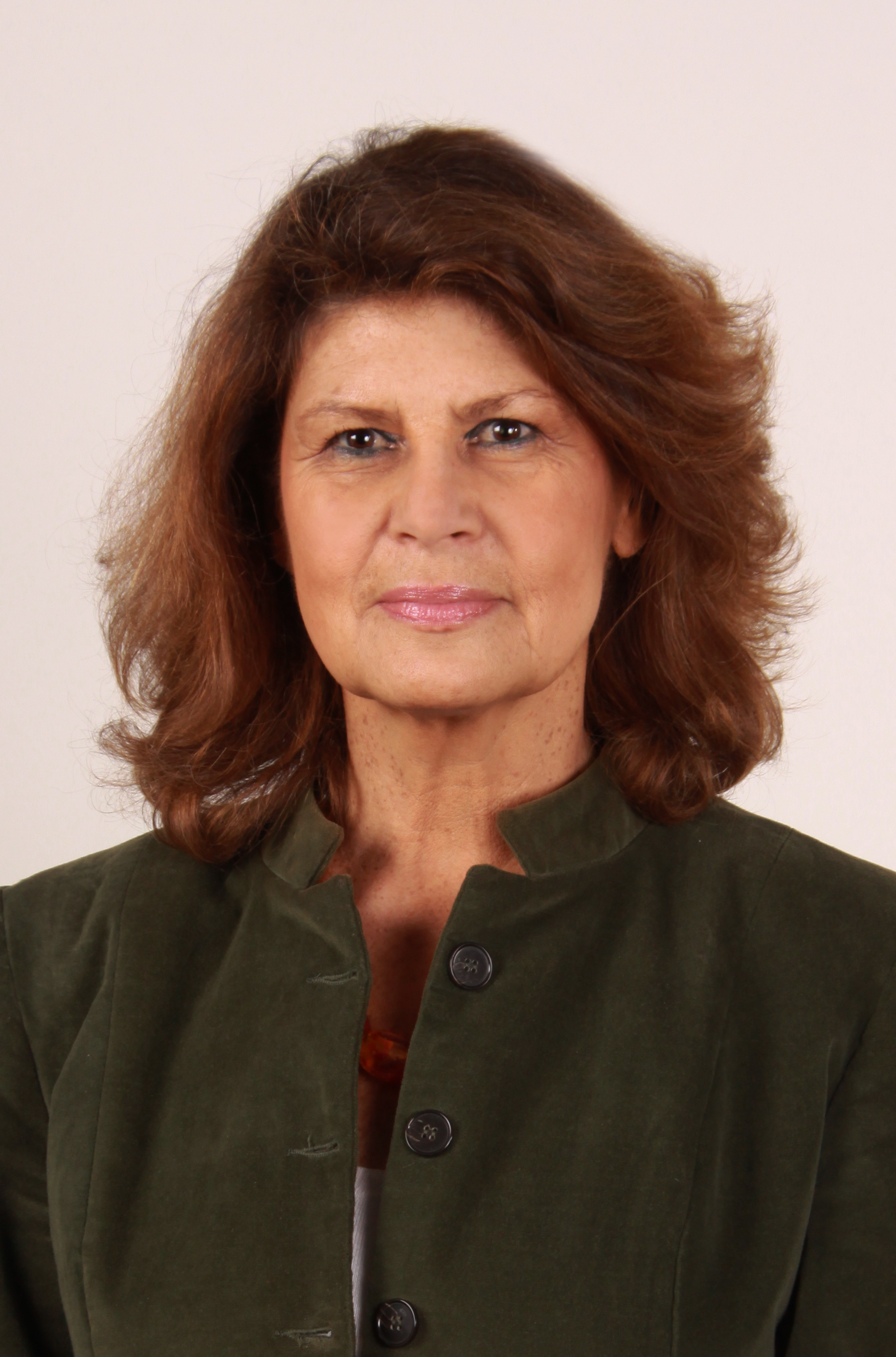
Silvia Costa (2014)

Silvia Costa (* 12. Juni 1949 in Florenz) ist eine italienische Journalistin und Politikerin. Als Mitglied der Partito Democratico war sie von 2009 bis 2019 Mitglied des Europäischen Parlaments.

## Leben und Politik
Costa studierte Philologie in Rom. Anschließend war sie als Journalistin beim öffentlichen Rundfunk RAI tätig. Costa begann ihr politisches Engagement bei der Frauenorganisation der Democrazia Cristiana (DC). Von 1976 bis 1985 gehörte sie dem Stadtrat von Rom an. Von 1978 bis 1985 war sie Redakteurin der christdemokratischen Parteizeitung Il Popolo. Bei der Parlamentswahl 1983 wurde sie erstmals in die italienische Abgeordnetenkammer gewählt, der sie für drei Legislaturperioden bis 1994 angehörte. Von 1987 bis 1993 war sie Mitglied des Parlamentsausschusses für die Aufsicht über den öffentlichen Rundfunk an, von 1992 bis 1993 Sekretärin des Bildungsausschusses. Im Kabinett Ciampi war sie 1993–94 Staatssekretärin im Wissenschaftsministerium. 1993/94 wirkte sie bei der Umwandlung der zerfallenden DC in die Partito Popolare Italiano (PPI) mit.
Von 1995 bis 2005 gehörte Costa dem Consiglio nazionale dell’economia e del lavoro (CNEL) an, parallel war sie von 1995 bis 2002 Präsidentin der Accademia di Belle Arti di Roma. Während der Mitte-links-Regierungen von 1997 bis 2000 leitete sie den Ausschuss für Chancengleichheit zwischen Männern und Frauen beim Ministerratspräsidium. Nach der Fusion der PPI mit mehreren kleineren christdemokratischen und sozialliberalen Parteien zur Democrazia è Libertà – La Margherita im Jahr 2002, gehörte Costa dem nationalen Vorstand dieser Partei an. Nach dem Sieg des Mitte-links-Bündnisses L’Unione bei der Regionalwahl in Latium 2005 fungierte sie unter dem Regionalpräsidenten Piero Marrazzo bis 2009 als Beigeordnete für Bildung.
Die Margherita-Partei fusionierte 2007 mit den sozialdemokratischen Democratici di Sinistra zur Partito Democratico (PD), der Costa seither angehört. Bei der Europawahl 2009 wurde Costa ins Europäische Parlament gewählt. Dort schloss sie sich der Fraktion der Progressiven Allianz der Sozialdemokraten (S&D) an, wurde stellvertretende Vorsitzende der Delegation für die Beziehungen zu Irak und Mitglied der Ausschüsse für Kultur und Bildung sowie für die Rechte der Frau und die Gleichstellung der Geschlechter. Nach ihrer Wiederwahl 2014 war sie bis Vorsitzende des Ausschusses für Kultur und Bildung (bis Januar 2017, anschließend einfaches Ausschussmitglied) sowie Delegierte für den Parlamentarischen Stabilitäts- und Assoziationsausschuss EU-Albanien. 2019 schied sie aus dem Europaparlament aus.